# Вам (река)
Вам (фр. Wame) — небольшая река во Франции.
Находится на северо-востоке страны в Лотарингии. Вам является одним из притоков реки Мёз (Маас).
Длина реки составляет около 10 км. Площадь бассейна насчитывает 52 км². Средний расход воды — 0,78 м³/с. Имеет ряд мелких притоков. Питание реки в основном дождевое. Протекает в основном в северо-восточном направлении.
Вам — река с зимним паводком, с декабря по март включительно максимум в январе-феврале. Самый низкий уровень воды в реке летом, в период с июля по сентябрь включительно.